# Бикини (атол)
Вижте пояснителната страница за други значения на Бикини.
Атолът Бикини (или Пикини, на английски: Bikini; на маршалски: Pikinni) е необитаван атол в Тихия океан, част от Маршаловите острови. Състои се от 23 острова, обграждащи дълбоководна лагуна с площ 594,2 кв. км.
Между 1946 г. и 1958 г. тук са извършени 23 ядрени опитa от американските въоръжени сили.
Първият, който открива атола в средата на 1820-те години, е руският капитан и откривател Ото Коцебу, който го кръщава атол Ешолц по името на руския учен Йохан Фридрих фон Ешолц. Атолът винаги е наричан Бикини от местното население, което на местния език означава „кокосово поле“. Името е популяризирано от Съединените щати не само чрез ядрените опити, но чрез плажния костюм „бикини“, кръстен на острова през 1946 г. Плажният костюм се състои от две части и е обявен дни след първия ядрен опит, извършен на атола. Представен е само няколко седмици след представянето на целия бански костюм „Атомът“. Новият бански костюм е рекламиран като „най-малкия плажен костюм в света“, като се говори, че бикините „разделят атома“.
На 1 март 1954 г. на атола е взривена първата водородна бомба и най-силната бомба на САЩ, под кодовото название Castle Bravo. Експлозията е най-мощната ядрена експлозия, извършвана от САЩ. Бомбата се оказва много по-мощна от очакваното и предизвиква повсеместно радиоактивно замърсяване. Сред засегнатите от радиоактивното замърсяване са 23 японски моряци на рибарския кораб „Щастливият дракон 5“, попаднал в замърсената зона. Всички се разболяват, а един умира през септември 1954 г. Последвалият скандал в Япония е голям и намира отражение във филма от 1954 г. Годзила. Във филма американски ядрен опит събужда мутирало подводно чудовище, което напада Япония, преди да бъде обуздано от японската находчивост.
През 1968 г. САЩ обявяват Бикини за обитаем, а в началото на 70-те като част от експеримента канят малка група местни жители да се завърнат по домовете си. През 1978 жителите отново са евакуирани, след като екип от френски учени установява опасно високи нива на стронций-90 в телата им. Не е било необичайно за жените на острова да карат неуспешна бременност, недоносвания, мъртви раждания и нарушения в менструацията им. САЩ предлагат $150 милиона като компенсации за щети, нанесени от ядрената им програма.

## Островът днес
През 1997 г. Международната агенция за атомна енергия решава, че „е безопасно да се ходи по островите... въпреки че остатъчната радиоактивност на островите от атола Бикини все още е по-висока, отколкото на другите атоли от Маршаловите острови, няма опасност за здравето при тези нива... Основният радиационен риск е от храната: консумирането на местни продукти, например плодове, може да добави значително количество радиация в организма. Случайното консумиране на кокосови орехи и плодове на хлебното дърво от острова Бикини не е повод за притеснение. Приемането на много такива за дълъг период от време, без взимане на необходимите лечебни мерки, може да предизвика радиационни дози, по-високи от международно признатите безопасни нива“.
Установено е, че дозата, приемана от фоновата радиация на острова, е между 2,4 mSv/година и 4,5 mSv/година (долната граница е равна на естествената фонова радиация), ако се яде вносна храна. Вероятно поради рисковете, свързани с храната, не се препоръчва островът да се засели отново.
През август 2010 г. атолът Бикини е добавен към Списъка на световното културно и природно наследство на ЮНЕСКО.

## Любопитно
Мястото, където историята на популярното детско предаване „Спондж Боб“ се намира на дъното на Бикини, което е потвърдено от Nickelodeon – създателите на предаването.